# Song Ci
Song Ci (Cinese: 宋慈; Pinyin: Sòng Cí; Wade–Giles: Sung Tzʻu; Jianyang, 1186 – 1249) è stato un medico, magistrato e scienziato forense cinese, attivo durante la Dinastia Song Meridionale. Scrisse nel 1247 un libro intitolato L'eradicazione dei mali - Casi di ingiustizia rettificata (Xi Yuan Ji Lu), pionieristico per l'epoca, e grazie al quale è spesso considerato il padre fondatore della scienza forense.

## Biografia
Song Ci nacque in una famiglia di burocrati a Jianyang (Fujian). Abbiamo testimonianza dei suoi servizi come giudice presso le alte corti cinesi per molti mandati. Sappiamo che durante il suo assegnamento a una corte criminale nella provincia dello Hunan, Song Ci esplorava ed esaminava personalmente la scena di un crimine al sorgere di difficoltà in casi di omicidio o assalto. Song Ci combinò molti casi storici di scienza forense con la sua esperienza, e scrisse il libro L'eradicazione dei mali - Casi di ingiustizia rettificata, con riguardo all'evitare le errate esecuzioni della giustizia. La sua opera fu ben accolta da molte successive generazioni di scienziati forensi e nel tempo tradotta in molte lingue.